# Stazione di Nerima-Kasugachō
La Stazione di Nerima-Kasugachō (練馬春日町駅?, Nerima-Kasugachō-eki) è una stazione della metropolitana di Tokyo, si trova nel quartiere di Nerima a Tokyo.

## Stazioni adiacenti
| «          | Servizio   | »           |
| Linea Ōedo | Linea Ōedo | Linea Ōedo  |
| ---------- | ---------- | ----------- |
| Toshimaen  | -          | Hikarigaoka |